# Mołnia 8K78-3
Mołnia 8K72-3 − ostatni, trzeci człon radzieckich rakiet nośnych Mołnia 8K78 i jej modyfikacji, Mołnia 8K78/E6. Wystrzelono 24 sztuki tego członu, w tym w 12 przypadkach doszło do awarii, co kwalifikuje Mołnię 8K72-3 jako najbardziej zawodny ze stopni wymienionych rakiet.